# (10237) Adzic
Pour les articles homonymes, voir Adzic.
(10237) Adzic est un astéroïde de la ceinture principale.

## Description
(10237) Adzic est un astéroïde de la ceinture principale. Il fut découvert le 26 septembre 1998 à Socorro (Nouveau-Mexique) par le projet LINEAR. Il présente une orbite caractérisée par un demi-grand axe de 2,21 UA, une excentricité de 0,06 et une inclinaison de 1,1° par rapport à l'écliptique.

## Compléments